# Stanisław Kryzan
Stanisław Wojciech Kryzan (ur. 23 kwietnia 1877 w Ostrowie, zm. 27 listopada 1969 w Starogardzie Gdańskim-Kocborowie) – polski lekarz psychiatra, dyrektor szpitala psychiatrycznego w Kocborowie, powstaniec wielkopolski.
Maturę zdał w roku 1897 w Królewskim Gimnazjum w Ostrowie. Studiował medycynę na Uniwersytecie w Berlinie, Uniwersytecie w Getyndze i Uniwersytecie w Rostocku, tytuł doktora otrzymał w 1907 roku po przedstawieniu rozprawy Ueber zwei ungewöhnlich grosse retroperitoneale Tumoren. Ein metastatisches Sarkom und ein malignes Lymphom.
W latach 1920–1939 i 1945–1948 dyrektor szpitala psychiatrycznego w Kocborowie – placówka nosi dzisiaj imię dr. Kryzana.
Członek założyciel i członek honorowy Polskiego Towarzystwa Psychiatrycznego. Otrzymał wyróżnienie papieskie Pro Ecclesia et Pontifice, Krzyż Kawalerski Orderu Odrodzenia Polski, Złoty Krzyż Zasługi, wyróżnienie jugosłowiańskie Komandorię Orderu św. Sawy.
Zmarł w 1969 roku, pochowany został na przyszpitalnym cmentarzu.

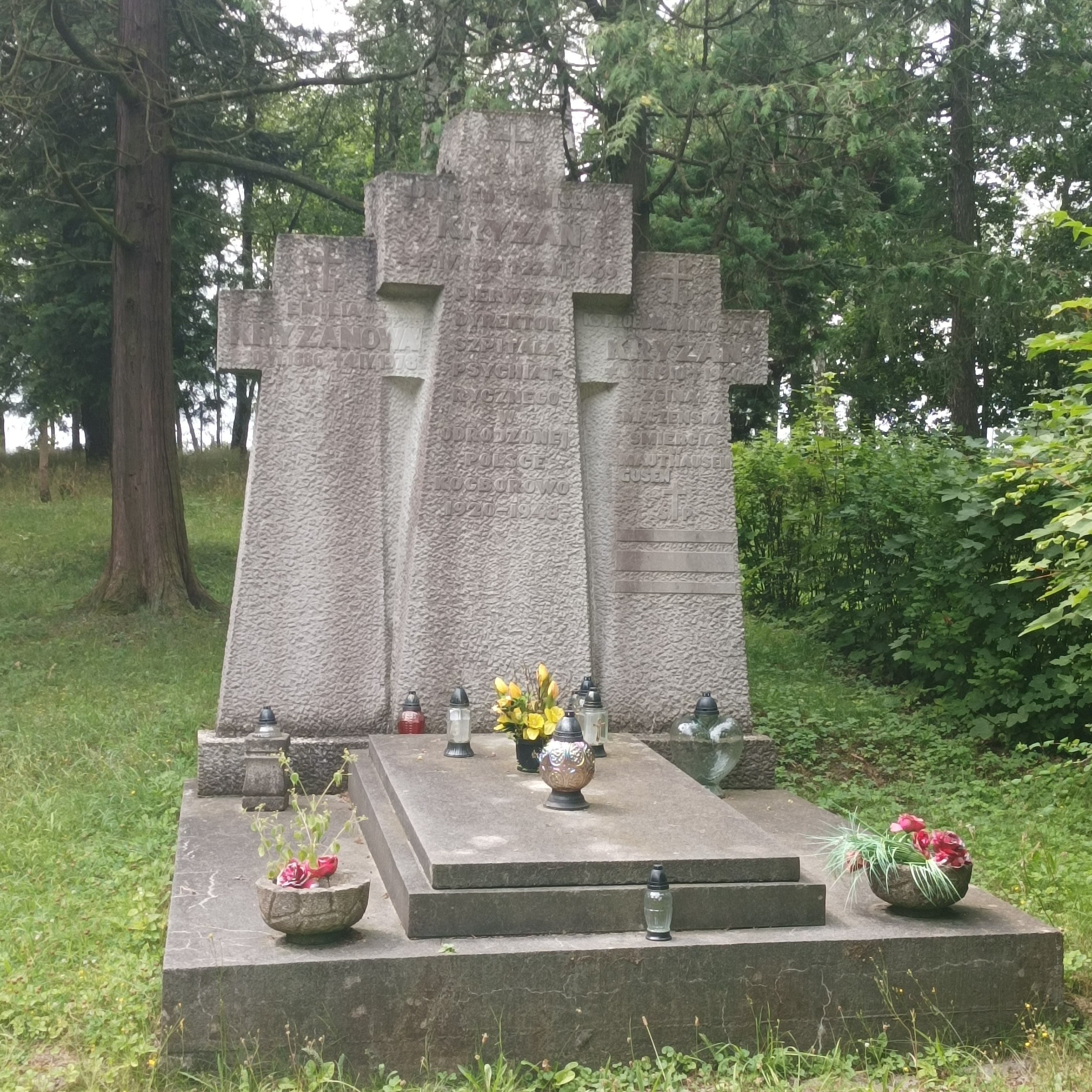
Grób dr. Stanisława Kryzana

## Wybrane prace
- Ueber den anatomischen Befund in einem Falle von mikrocephaler Idiotie[2]. 1911